# لج واحد (أفلح الشام)

تعديل مصدري - تعديل

لج واحد هي إحدى قرى عزلة بني حفيظ والمكارمة بمديرية أفلح الشام التابعة لمحافظة حجة، بلغ تعداد سكانها 747 نسمة حسب تعداد اليمن لعام 2004.